# شبگرد دم‌چارگوش
شبگرد دم‌چارگوش (نام علمی: Caprimulgus fossii) نام یک گونه از تیره شبگردان است.